# Prismatocarpus diffusus
Prismatocarpus diffusus är en klockväxtart som först beskrevs av Carl von Linné d.y., och fick sitt nu gällande namn av A.Dc. Prismatocarpus diffusus ingår i släktet Prismatocarpus och familjen klockväxter. Inga underarter finns listade i Catalogue of Life.